# Amphisbaena sanctaeritae
Espèce
Amphisbaena sanctaeritae est une espèce d'amphisbènes de la famille des Amphisbaenidae.

## Répartition
Cette espèce est endémique de l'État de São Paulo au Brésil. Elle a été découverte à Santa Rita do Passa Quatro.

## Publication originale
- Vanzolini, 1994 : New species of Amphisbaena from State of Sao Paulo, Brasil. Papéis Avulsos de Zoologia, São Paulo, vol. 39, n. 3, p. 29-32.